# 彘裘
彘裘（?—?），中国春秋时期晋国的大夫，士鲂的儿子。
知朔生了知盈后就去世了，知盈出生六年以后知朔之父中军将知武子也去世，下军佐的士鲂儿子彘裘也还小，都不能做继承人。新军没有主将，晋悼公取消新军，恢复了三军的建制。